# Улица Юри Вильмса
Улица Ю́ри Ви́льмса (эст. Jüri Vilmsi tänav), в 1940–1991 годах улица Я́ана То́мпа (эст. Jaan Tombi tänav) — улица в Таллине, столице Эстонии.

## География
Находится в районе Кесклинн. Проходит через микрорайоны Кадриорг, Рауа и Торупилли. Начинается от Нарвского шоссе, пересекается с улицами Рауа, Тина, Ф. Р. Фельмана, Я. Поска, Гонсиори, Везивярава, К. Тюрнпу, Лаагна, Й. Каппели и заканчивается на перекрёстке с улицей Лубья.
Протяжённость — 1211 м. Вдоль улицы расположены небольшие торговые предприятия и рестораны. Общественный транспорт по улице не курсирует.

## История
Улица Юри Вильмса является частью исторической Ризенкампфской улицы (эст. Riesenkampfi tänav), которую в 1883 году построил Александр Ризенкампф (Alexander Riesenkampf). Улица была названа в честь Ревельского бургомистра Дитриха Фердинанда Ризенкампфа (Dietrich Ferdinand Riesenkampf).
17 января 1923 года улицу назвали именем эстонского политика Юри Вильмса.
В 1940–1991 годах улица Юри Вильмса называлась улицей Яана Томпа в честь эстонского революционера, коммуниста Яана Томпа.
18 октября 1991 года улице вернули прежнее название.

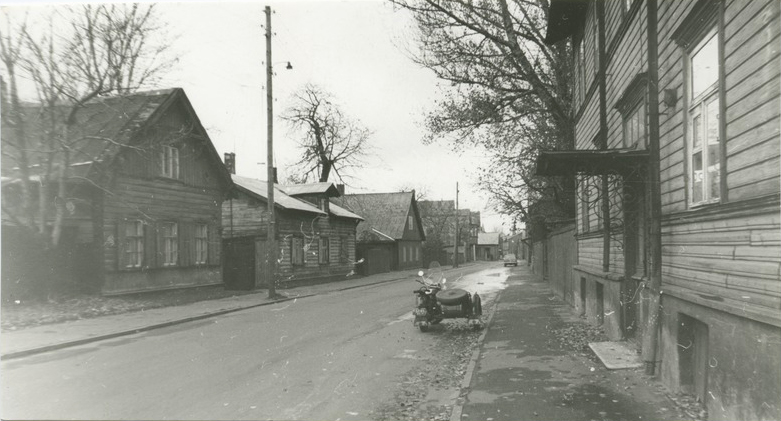
Улица Яана Томпа (Юри Вильмса) в 1978 году
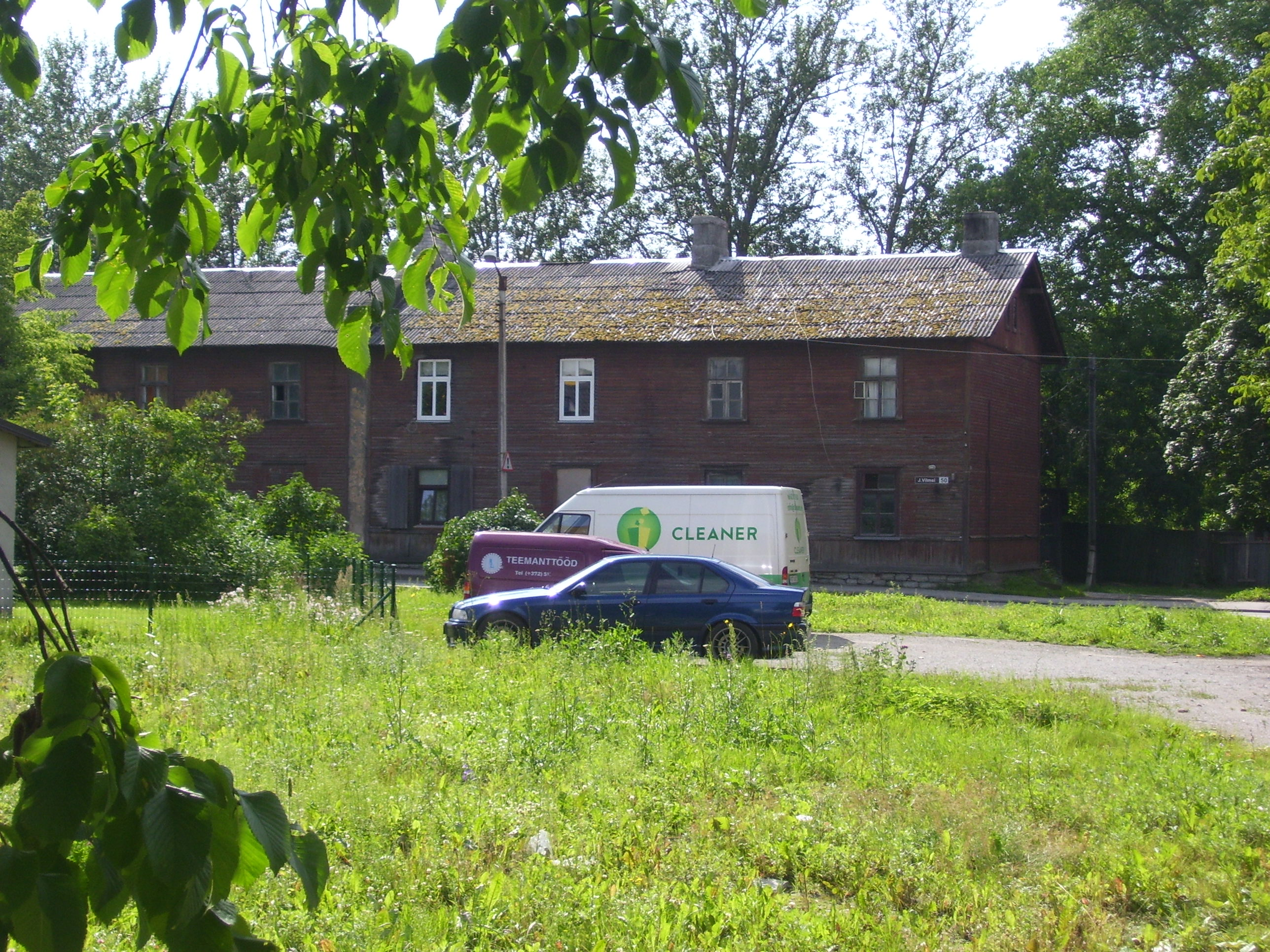
Дом 50 в 2008 году (построен в 1940 году)
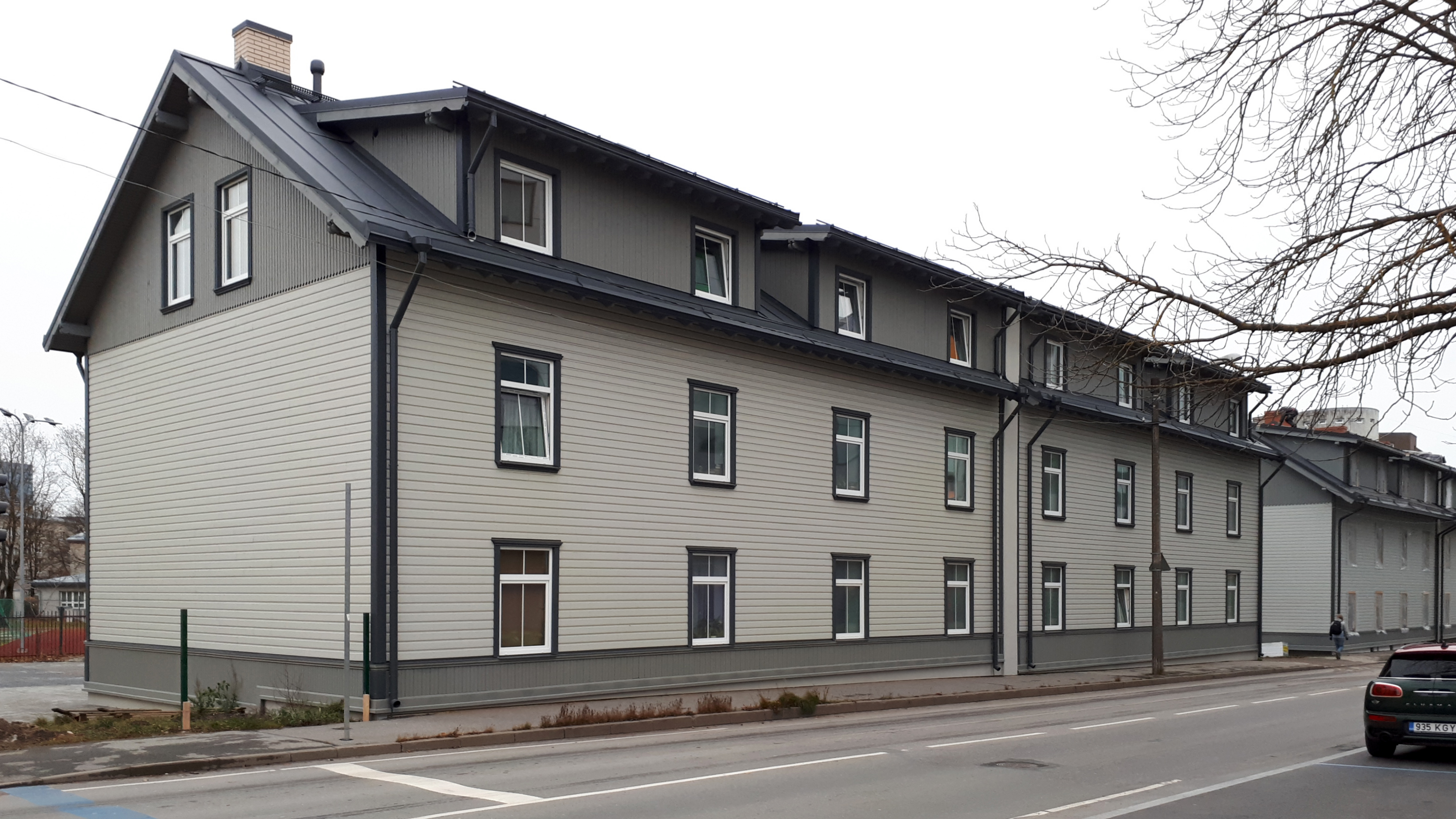
Дом 50 после реновации, 2021 год
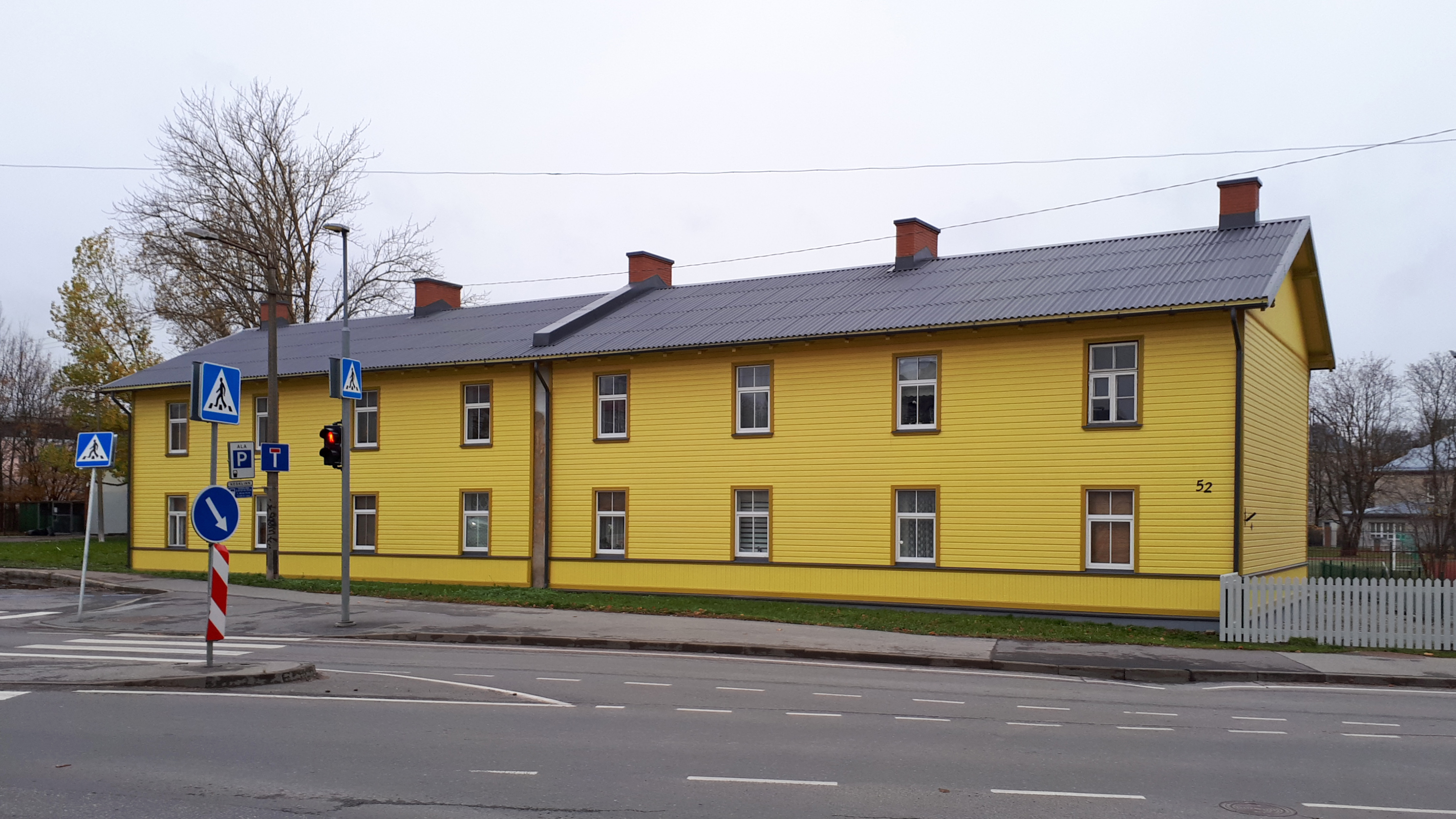
Дом 52, бывший барак для рабочих, после реновации (постр. 1900 г.)

## Памятники культуры

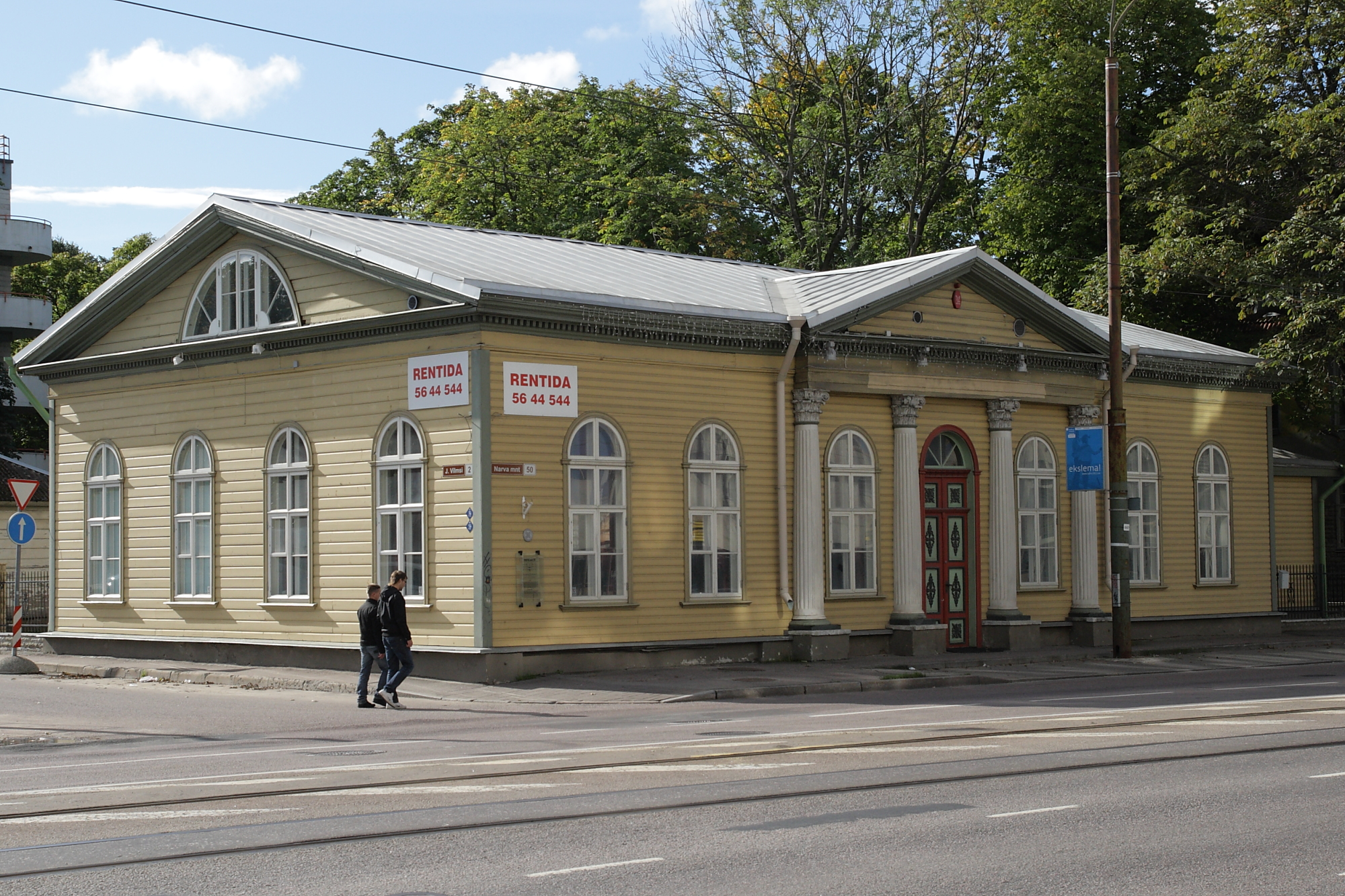
Историческое здание Кадриоргской аптеки

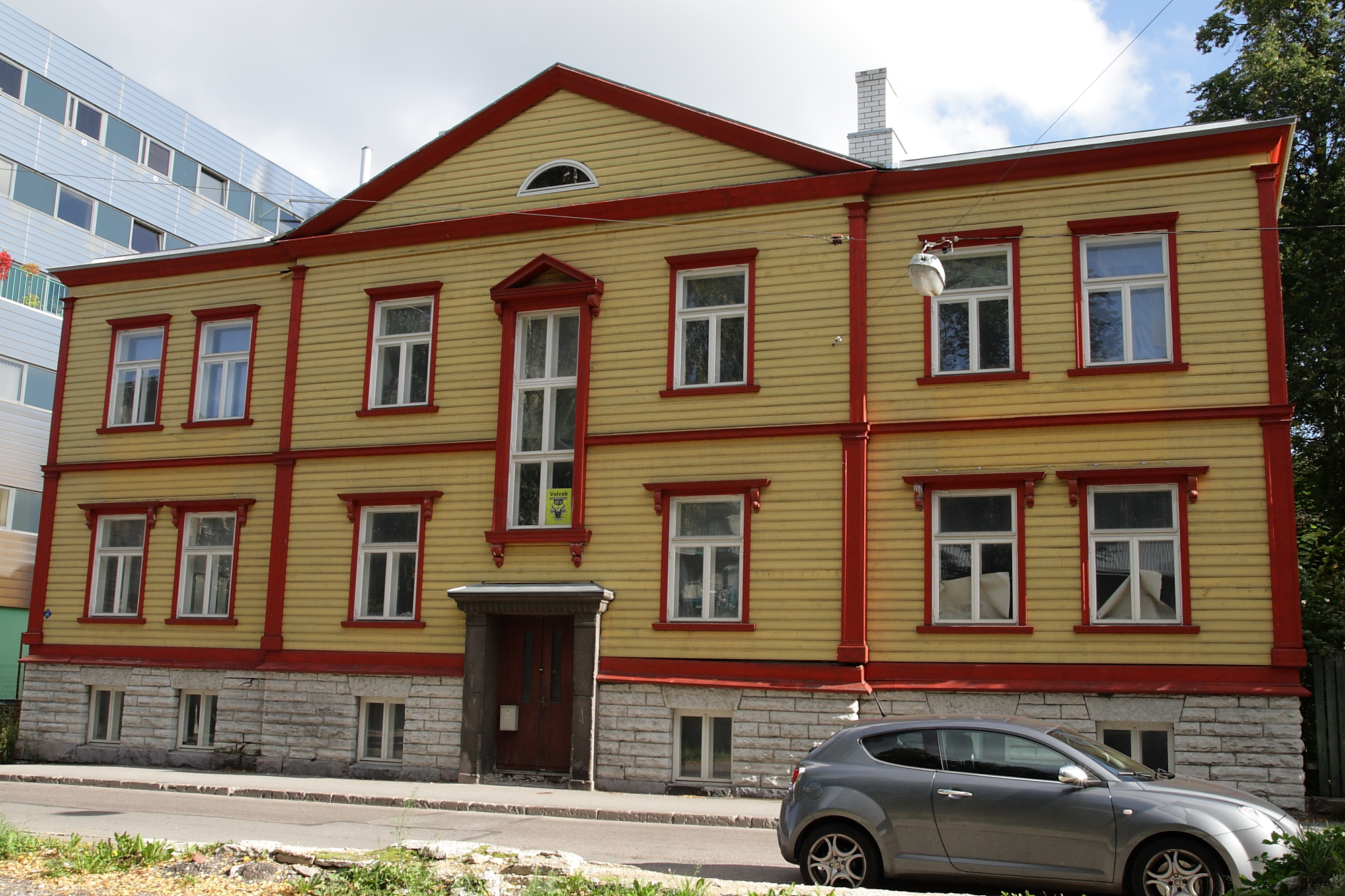
Дом 7

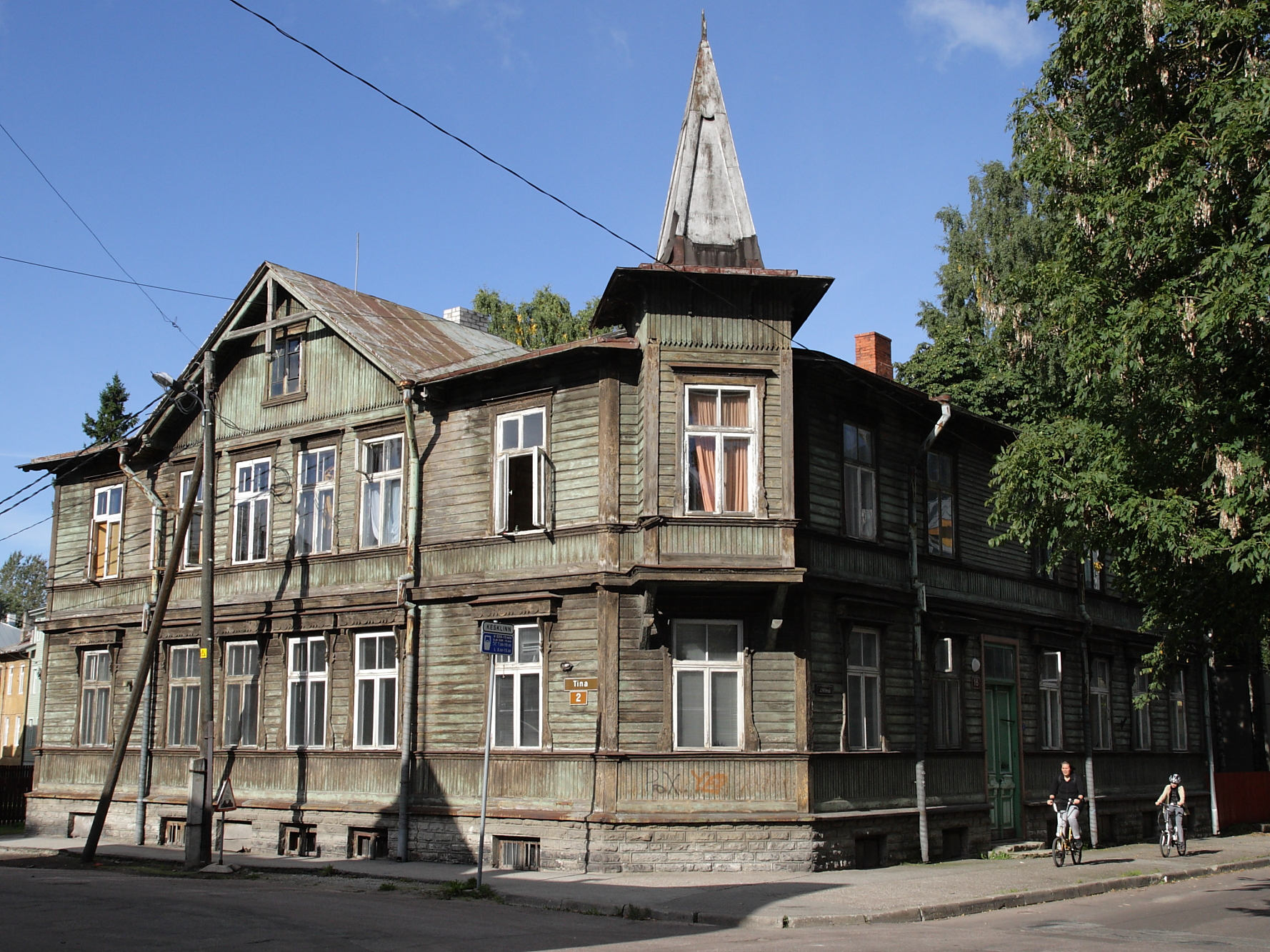
Ул. Вильмса 16 / ул. Тина 2

- J. Vilmsi tn 2 / Narva mnt 50 — дом, где с 1873 года работала Кадриоргская аптека.

Одноэтажный деревянный дом  в стиле классицизма на плитняковом фундаменте, с двускатной крышей и подвалом. Передний фасад со стороны Нарвского шоссе имеет центральный ризалит и главный вход с четырьмя полуколоннами. Дом спроектирован в 1844 году губернским архитектором Августом Габлером (August Gabler, 1820—1884). Заказчиком проекта выступила супруга Ревельского бургомистра Мари Фредерике Ризенкампф. Первоначально дом использовался как главное здание летней мызы. Аптека была открыта в доме 18 мая 1873 года. В 2001 году здание аптеки и соседнее вспомогательное здание было продано городскими властями. При инспектировании 12.08.2011 состояние дома оценено как удовлетворительное;
- J. Vilmsi tn 2 / Narva mnt 50 — вспомогательное здание Кадриоргской аптеки.

Одноэтажный деревянный дом имеет плитняковый фундамент и вальмовую крышу. В нём располагались складские помещения аптеки. При инспектировании 08.04.2016 состояние дома оценено как плохое;
- J. Vilmsi tn 7 — жилой дом.

Двухэтажное деревянное здание с полностью сохранившимися фасадами в стиле ар-деко. Проект 1928 года создан архитектором Карлом Треуманном (Karl Treumann). Здание полностью сохранилось; оно было построено как жилой дом и в этом качестве используется по сей день. При инспектировании 17.05.2020 состояние дома было оценено как хорошее;
- J. Vilmsi tn 9 — жилой дом вместе с выходящей в сторону улицы оградой.

Двухэтажный деревянный дом в стиле модерн построен в 1911 году по проекту инженера-технолога Вильгельма Карстенса (Wilhelm Karstens). Полностью сохранилась металлическая уличная ограда. Главный фасад элитного для своего времени двухэтажного жилого дома имеет консольную конструкцию, проходящую через всё здание. В здании сохранились многочисленные старинные детали (две винтовые лестницы, двери и пр.); печи перестроены. В здании, изначально построенном как жилой дом, несколько десятилетий работало профессиональное училище. При инспектировании 17.05.2020 состояние объекта признано удовлетворительным;
- J. Vilmsi tn 16 / Tina tn 2 — жилой дом.

Представительный деревянный многоквартирный дом, построенный в начале XX века, в фасадах которого прослеживаются элементы как традиционного историзма, так и новые черты модерна. При инспектировании 17.05.2020 его состояние признано удовлетворительным;
- J. Vilmsi tn 18 / Tina tn 1 — жилой дом.

Деревянный дом в стиле историзма; образец работы архитектора Николая Тамма. Здание образует ансамбль с угловым домом, расположенным через дорогу. При инспектировании 17.05.2020 состояние дома признано удовлетворительным;
- J. Vilmsi tn 53A — контора Таллинской городской скотобойни

Двухэтажный дом из плитняка покрыт двускатной крышей из листового проката, выкрашенной в красный цвет. Примечательны декоративные элементы здания: оконные рамы и зубчатые карнизы из жёлтого кирпича дополнены резьбой по дереву в швейцарском стиле (её часть к настоящему времени разрушилась). Оригинальные окна не сохранились: их заменили на новые деревянные стеклопакеты; в новых окнах были использованы старые оконные замки (кремоны, ручки кремон, петли). Некоторые подвальные окна замурованы. При инспектировании 02.04.2020 состояние здания было оценено как удовлетворительное.

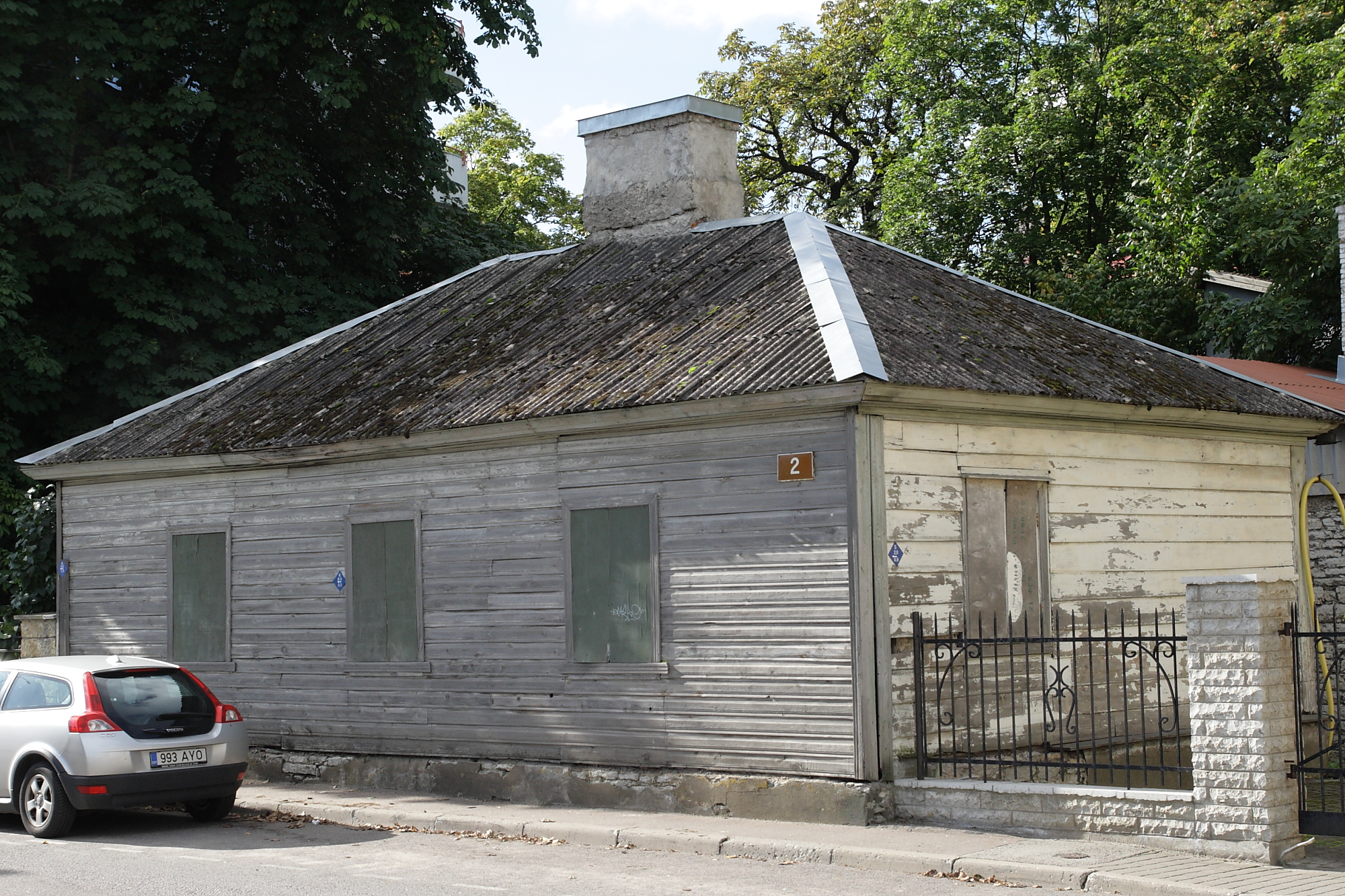
Вспомогательное здание Кадриоргской аптеки
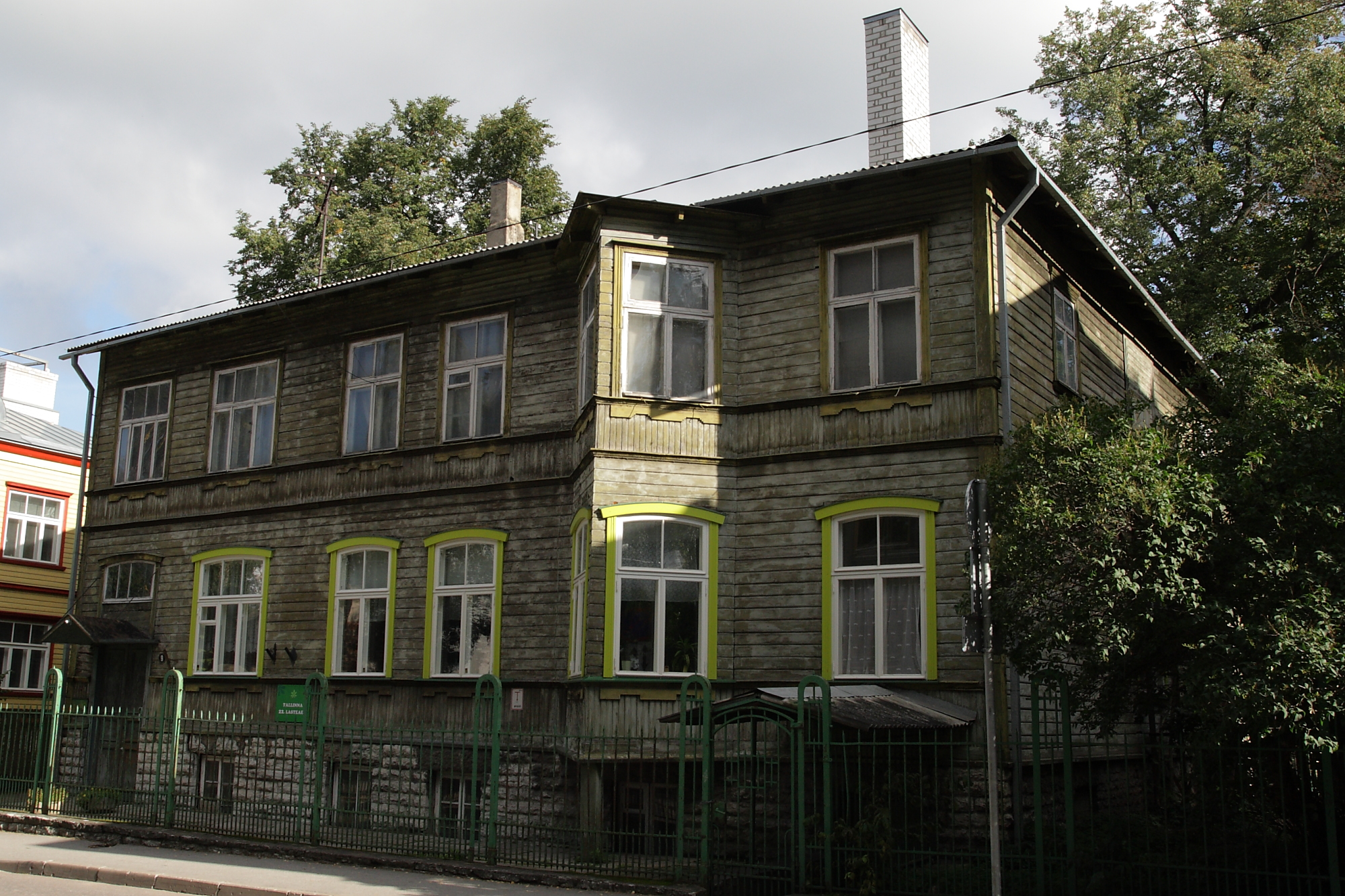
Дом 9
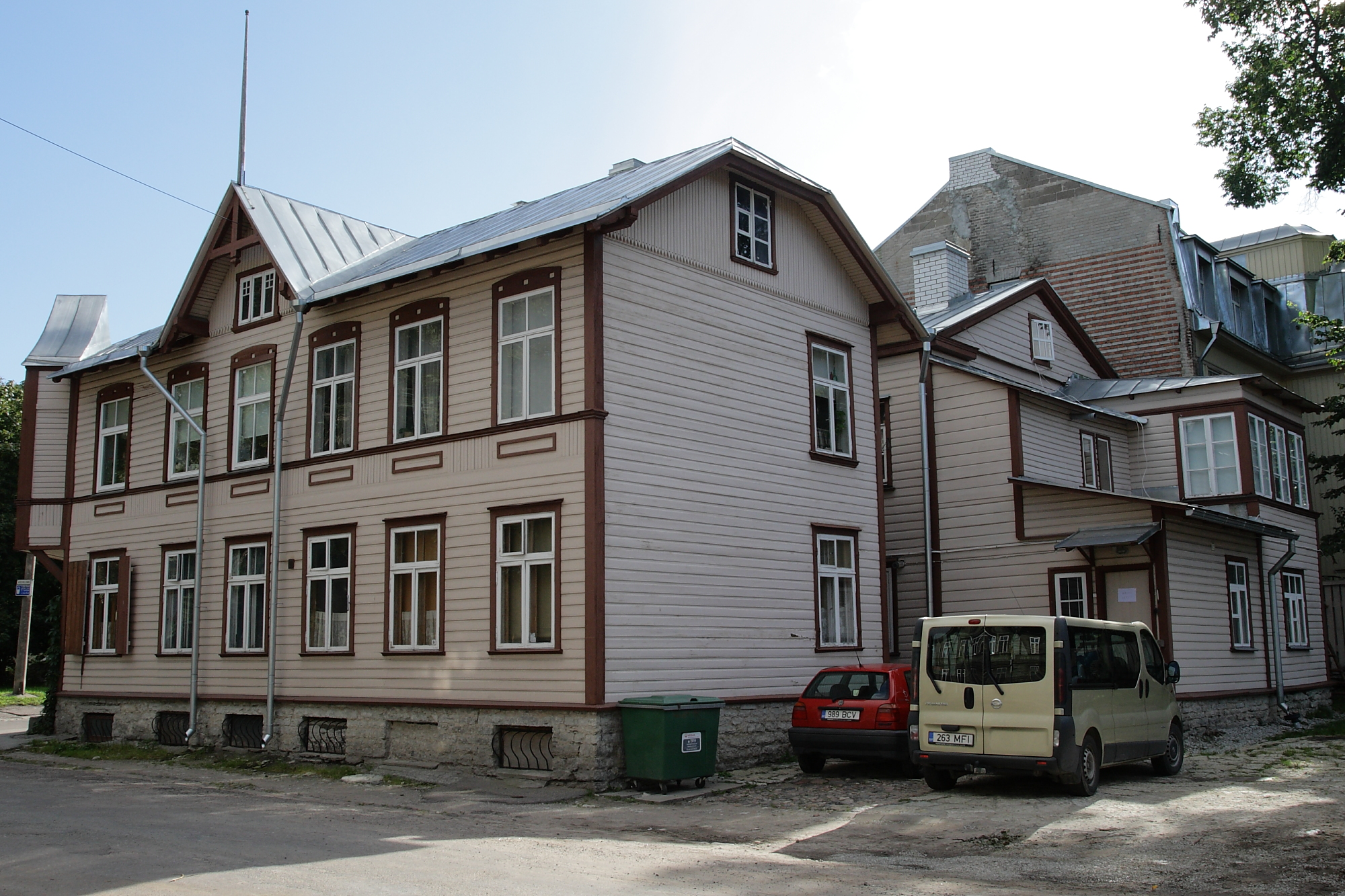
Ул. Вильмса 18 / ул. Тина 1
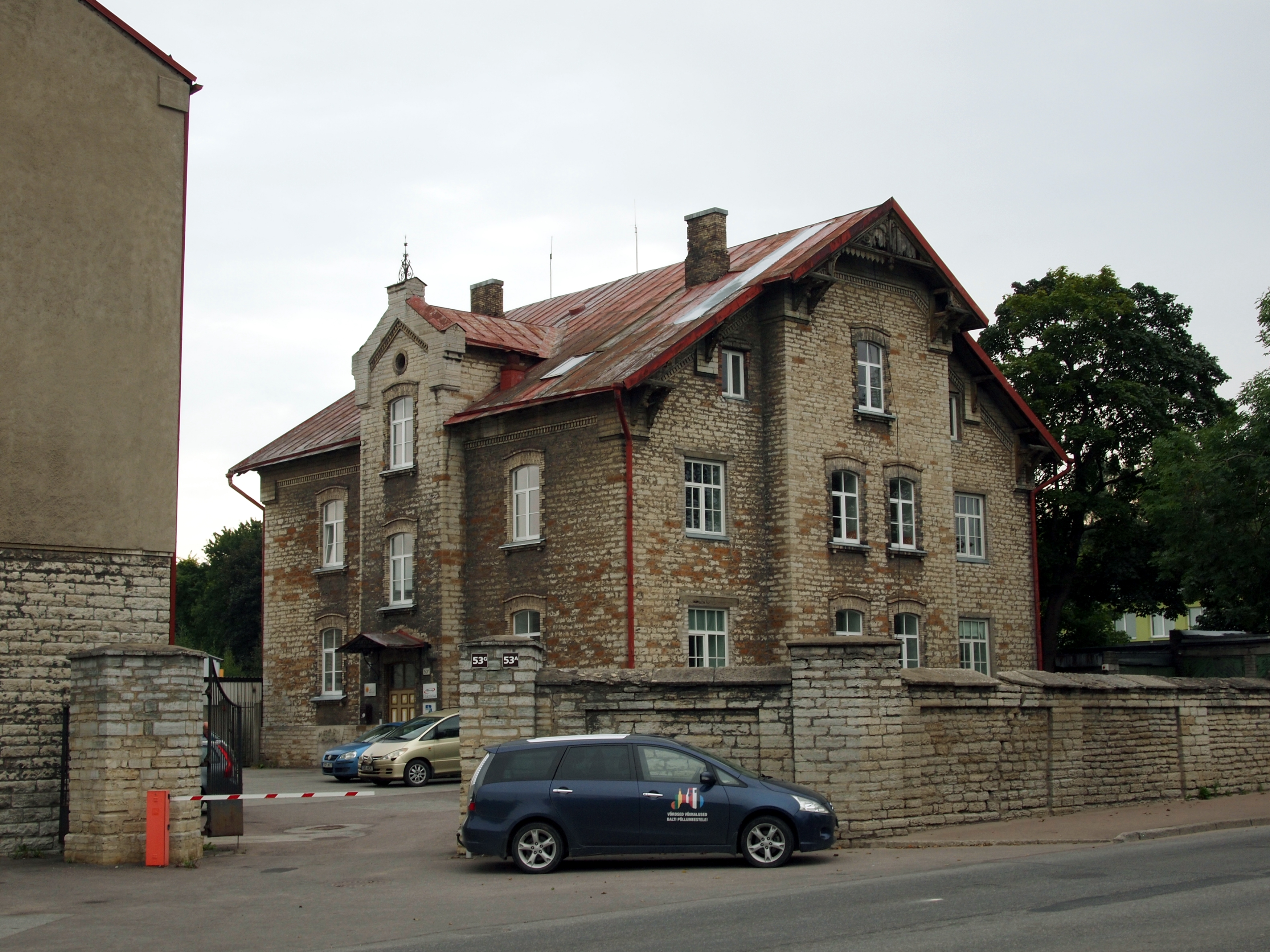
Дом 53А